# Willem Vogelsang
Willem Vogelsang (* 1956, Medemblik) je nizozemský orientalista, zástupce ředitele Mezinárodního institutu asijských studií na univerzitě v nizozemském Leidenu. Jako koordinátor projektu pro kulturní záležitosti, která je součástí občanské vojenské spolupráce, je též plukovníkem nizozemských ozbrojených sil.

## Životopis
Vogelsang se specializuje na historie a kultury střední Asie, Íránu a Afghánistánu, na dané téma napsal řadu prací.
V sedmdesátých letech studoval indické a íránské jazyky a kultury na univerzitě v Leidenu. Studoval i na univerzitách v Cambridge a Gentu. Během studií pobýval v Íránu, Sýrii a Afghánistánu, kde prováděl archeologické práce v terénu, a to zejména v afghánské provincii Kandahár. Do roku 2002 byl výkonným tajemníkem univerzity v Leidenu – Výzkumný ústav pro asijská, africká a indiánská studia. Během těchto let aktivně cestoval po Středním východě, především po Íránu, kde spolu se svou ženou, Dr. Gillian Vogelsang-Eastwood, prováděli průzkum místních oděvních tradic. V letech 2002 až 2008 byl kurátorem Národního etnologického muzea v Leidenu, kde zodpovídal za sbírky ze střední a jihozápadní Asie. Ve stejné době často cestoval do Afghánistánu, kde byl, jako koordinátor projektu pro kulturní záležitosti, v rámci nizozemských ozbrojených sil jmenován podplukovníkem. Pracoval jako poradce v Národním muzeu v Kábulu, souběžně byl poradce TRC (Textile Research Centre) a editor univerzitního časopisu Khil'a. Od června 2008 byl odborným poradcem nizozemského velvyslanectví v Kábulu.

## Dílo v češtině
V češtině dosud vyšla pouze publikace Dějiny Afghánistánu (Grada, 2010).